# Andy Solveström
Andreas Solveström, artistnamn Andy Solveström, född 15 april 1981 i Göteborg, är en svensk rocksångare. 
Solvestrom var tidigare sångare i det svensk-danska metalbandet Amaranthe.
Solveström har sedan 2002 varit sångare och frontfigur för det melodiska death metalbandet Within Y. Han har även varit sångare i svenska thrashbandet Evildoer och, under en period, Cipher System. Utöver detta har han medverkat som gästartist på flera metalalbum. Han medverkar sedan 2016 i bandet Reaching Fall. 
Våren 2023 åkte Andreas med som sångare för svenska death/thrash- bandet Darkane på deras Sydamerika-turné då deras ordinarie sångare var upptagen på annat håll.

## Diskografi

### Album
- 2004 Within Y - Extended Mental Dimensions
- 2005 Evildoer - Terror Audio
- 2006 Within Y - Portraying Dead Dreams
- 2008 Within Y - The Cult
- 2010 Amaranthe - Leave Everything Behind
- 2011 Amaranthe - Amaranthe
- 2011 Within Y - Silence Conquers
- 2013 Amaranthe - The Nexus

### Singlar
- 2019 Reaching Fall - Tide
- 2021 Camodi -  Night of Disbelief
- 2024 Reaching Fall - As They Die

### EP
- 2015 Camodi - Dead As Yesterday

### Album Solveström medverkat på
- 2007 Dreamland- Eye for an eye
- 2007 Avatar (musikgrupp)Avatar - Schlacht
- 2009 Icon In Me - Human Museum
- 2009 Dreamland - Exit 49
- 2011 Icon In Me - Head Break Solution
- 2011 Dragonland - Under The Gray Banner
- 2017 Mindlande - Unspoken Silence
- 2017 Matt Guillory - Inside (single)
- 2018 Matt Guillory - Wake up Call (single)
- 2018 Matt Guillory - Give Me a Sign (single)
- 2020 Matt Guillory - Fix Your Heart (single)
- 2021 Matt Guillory - It Won´t Last (single)
- 2024 Matt Guillory - Middlefield (single)